# Jasminum dichotomum
Jasminum dichotomum är en syrenväxtart som beskrevs av Vahl. Jasminum dichotomum ingår i släktet Jasminum och familjen syrenväxter. Inga underarter finns listade i Catalogue of Life.

## Bildgalleri

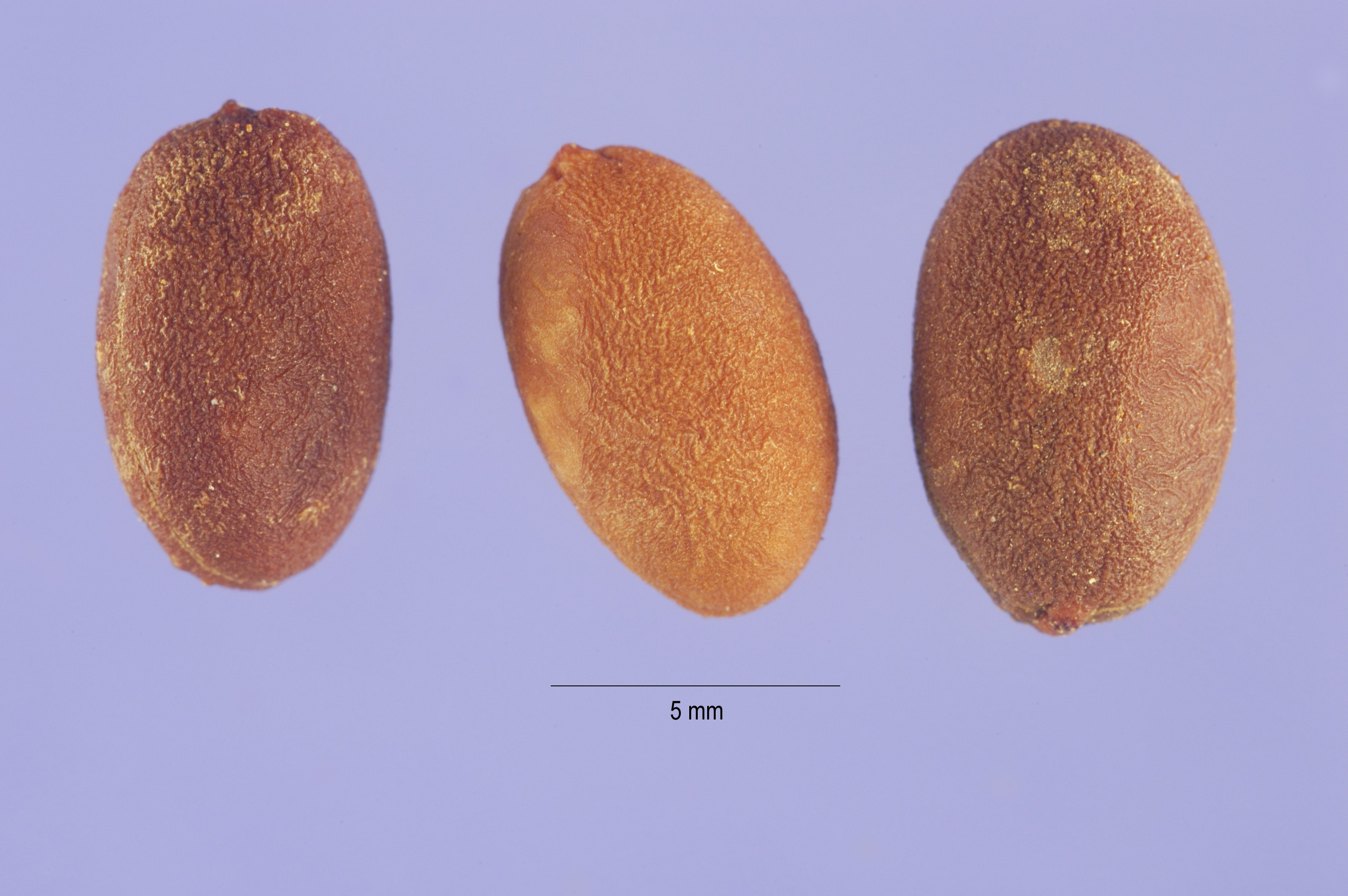